# Чураламби
Чураламби — озеро на территории Поповпорожского сельского поселения Сегежского района Республики Карелии.

## Общие сведения
Площадь озера — 1,3 км². Располагается на высоте 98,3 метров над уровнем моря.
Форма озера продолговатая: вытянуто с северо-запада на юго-восток. Берега преимущественно заболоченные.
Через озеро протекает Чураручей, впадающий в реку Сегежу, которая, в свою очередь, впадает в Выгозеро.
С юга от озера проходит подходит дорога местного значения 86К-309 («„Кола“ — Уросозеро — Попов Порог»).
Код объекта в государственном водном реестре — 02020001211102000007863.